# 南京市三牌楼小学
32°04′35″N 118°46′03″E / 32.07627°N 118.767459°E
南京市三牌楼小学，是南京市鼓楼区的小学，位于新模范马路94号。前身为1912年创建的江宁市立第二十四初级小学，1927年6月改为现名。占地面积10,348平方米，建筑面积4934.3平方米:968:198。